# IPad Pro (1‑го покоління)
Перше покоління iPad Pro — це лінійка планшетних комп'ютерів iPad, що була розроблена, вироблялася та постачалася компанією Apple Inc., яка вперше зʼявилася в 2015 році з розміром екрана 12,9 дюйма. На початку 2016 року була анонсована і випущена менша модель на базі форм-фактора iPad Air 2 з екраном 9,7 дюйма.
Модель 12,9 дюйма була анонсована разом із Apple Pencil, і обидві моделі були першими iPad, які підтримували Apple Pencil як пристрій введення. 12,9-дюймовий iPad Pro більший за всі попередні моделі iPad і був першим iPad, який мав оперативну пам'ять LPDDR4.

## Особливості

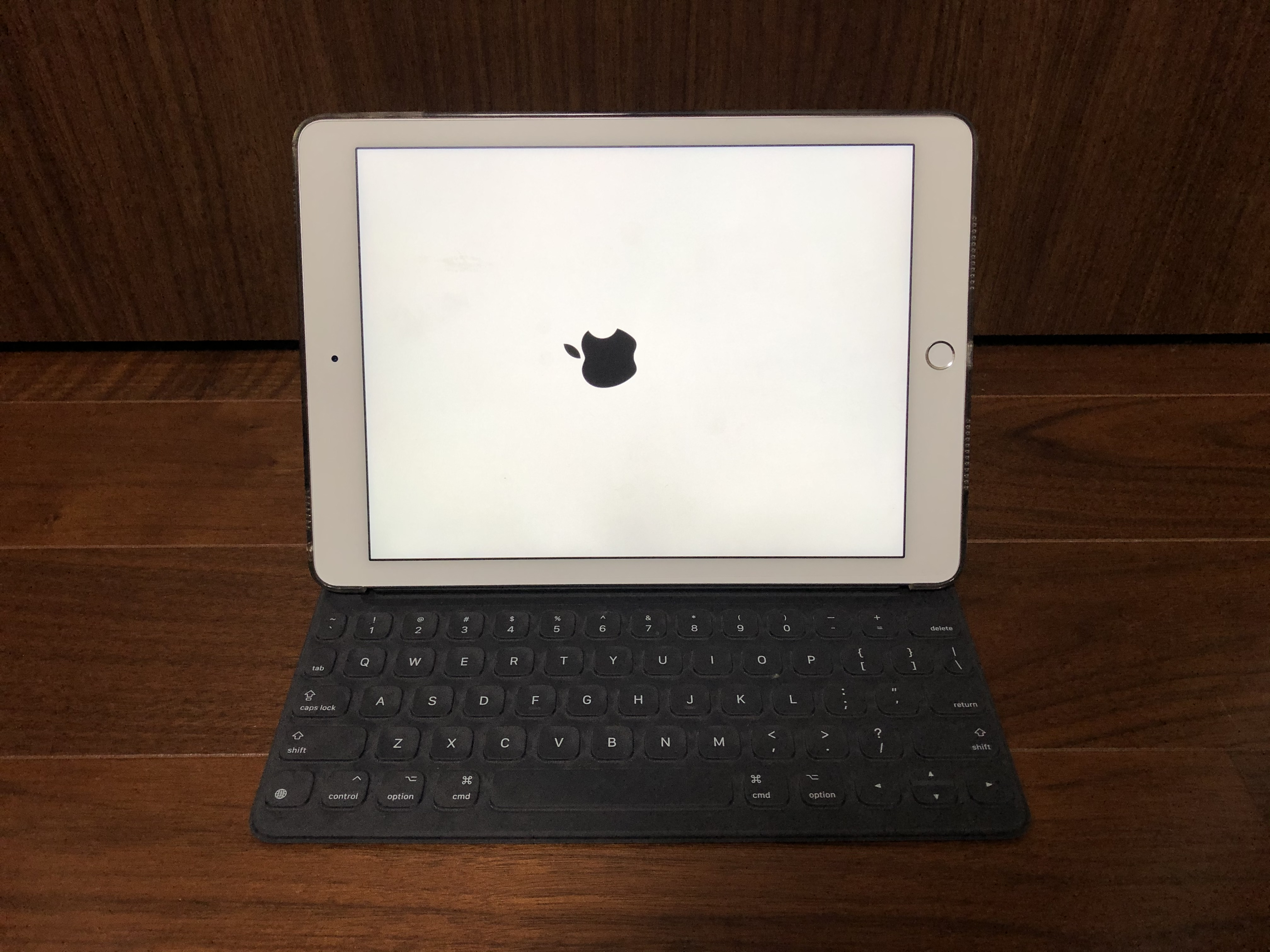
iPad Pro 9,7 дюйма

12,9-дюймова версія iPad Pro була анонсована під час спеціальної події Apple 9 вересня 2015 року. Він був випущений 11 листопада 2015 року у сріблястому, золотистому та космічному сірому кольорах. Ціни коливались від 799 до 1229 доларів США, залежно від розміру сховища та підтримки стільникового зв'язку. 21 березня 2016 року 9,7-дюймова версія iPad Pro була представлена на презентації Apple у додатковому кольорі рожевого золота. 9,7-дюймова версія також була доступна з можливістю вибору базової моделі 32 ГБ з опцією Cellular + Wi-Fi. Раніше опція Cellular + Wi-Fi була доступна лише для моделей iPad Pro починаючи із 128 ГБ. 9,7-дюймова модель коштувала від 599 до 1129 доларів залежно від конфігурації. Вона була випущена 31 березня 2016 року.
9,7-дюймовий iPad Pro має швидший процесор і кращу камеру, ніж iPad Air 2. Це був перший iPad з технологією True Tone Flash і Retina Flash, а його обсяг сховища 256 ГБ пам'яті був найбліьшим для iPad на той час. Дисплей True Tone дозволяє РК-дисплею адаптувати свій колір та інтенсивність до навколишнього освітлення.
Обидві моделі iPad Pro мають чип A9X і співпроцесор руху Apple M9. 9,7-дюймова модель, однак, має дещо занижену частоту процесора (2,16 ГГц порівняно з 2,26 ГГц у 12,9-дюймової моделі) і лише 2 ГБ оперативної пам'яті. Деякі функції такі ж, які і у стандартного iPad, наприклад Touch ID і Retina Display. Серед нових функцій Smart Connector для клавіатури та чотири стереодинаміки, розташованих попарно зверху та знизу пристрою. 12,9-дюймова модель має роздільну здатність дисплею 2732x2048, а 9,7-дюймова модель — 2048x1536. Обидва дисплеї мають щільність 264 пікселі на дюйм і мають вперше для Apple змінну частоту оновлення, вперше використану компанією Apple. 12,9-дюймова версія також є першим пристроєм iOS, який містить більше 2 ГБ оперативної пам'яті.
Кастомізований 12,9-дюймовий iPad Pro був розроблений Джоні Айвом і представлений на аукціоні Time for Design. Спеціальна версія iPad Pro має вигравіруваний напис «Edition 1 of 1» (укр. Видання 1 з 1) на задній панелі та постачався у спеціальному анодованому жовто-золотистиму кольорі, із синім шкіряним чохлом Smart Cover та помаранчевим шкіряним чохлом для Apple Pencil, усі з яких не продаються Apple.

## Оцінки
Скотт Штейн з CNET похвалив швидший процесор і нові доступні аксесуари. Однак він розкритикував вартість як пристрою, так і його аксесуарів, звернувши увагу при цьому на його трохи повільніший процесор з меншою кількістю оперативної пам'яті у 9,7-дюймовій моделі в порівнянні з більшою 12,9-дюймовою моделлю. Метт Свайдер з TechRadar похвалив легке управління, велику конфігурацію сховища 256 ГБ і дисплей True Tone, але висловив засмучення високою стартовою ціною. Гарет Бівіс дав позитивну оцінку, похваливши великий екран і якість звуку, але заявив, що час автономної роботи можна збільшити.

## Хронологія
| Хронологія моделей iPad                     |
| ------------------------------------------- |
| Див. також: Хронологія продуктів Apple Inc. |

Джерело: Apple Newsroom Archive.